# Live 1961-2000: Thirty-Nine Years of Great Concert Performances
Live 1961–2000: Thirty-Nine Years of Great Concert Performances é uma coletânea ao vivo de Bob Dylan, lançada apenas no Japão em 28 de fevereiro de 2001. Foi lançada em março daquele ano no Reino Unido.

## Faixas
Todas as faixas escritas e compostas por Woody Guthrie (faixa 6); Bob Dylan (faixas 4, 5, 7-16); traditional, arranjos por Bob Dylan (faixas 1-3). 
| N.º | Título                                                                                               | Source                                                                          | Duração |  |
| 1.  | "Somebody Touched Me" (2000, Portsmouth, England)                                                    |                                                                                 | 2:42    |  |
| 2.  | "Wade in the Water" (1961, Minneapolis, Minnesota)                                                   |                                                                                 | 2:59    |  |
| 3.  | "Handsome Molly" (1962, The Gaslight Café, New York City, New York)                                  |                                                                                 | 2:47    |  |
| 4.  | "To Ramona" (1965, Sheffield, England)                                                               | outtake from Dont Look Back original soundtrack                                 | 4:27    |  |
| 5.  | "I Don't Believe You (She Acts Like We Never Have Met)" (1966, Free Trade Hall, Manchester, England) | The Bootleg Series Vol. 4: Bob Dylan Live 1966, The "Royal Albert Hall" Concert | 6:00    |  |
| 6.  | "Grand Coulee Dam" (1968)                                                                            | A Tribute to Woody Guthrie, Part 1                                              | 2:56    |  |
| 7.  | "Knockin' on Heaven's Door" (1974)                                                                   | Before the Flood (with The Band)                                                | 3:49    |  |
| 8.  | "It Ain't Me, Babe" (1975)                                                                           | Renaldo & Clara original soundtrack                                             | 5:16    |  |
| 9.  | "Shelter from the Storm" (1976)                                                                      | Hard Rain                                                                       | 5:25    |  |
| 10. | "Dead Man, Dead Man" (1981, New Orleans, Louisiana)                                                  | "Everything is Broken" single                                                   | 3:56    |  |
| 11. | "Slow Train" (1987)                                                                                  | Dylan & The Dead (with The Grateful Dead)                                       | 4:59    |  |
| 12. | "Dignity" (1994)                                                                                     | MTV Unplugged                                                                   | 6:35    |  |
| 13. | "Cold Irons Bound" (1997, Los Angeles, California)                                                   |                                                                                 | 6:49    |  |
| 14. | "Born in Time" (February 1, 1998, NJPAC - Newark, NJ)                                                | "Love Sick" single                                                              | 5:19    |  |
| 15. | "Country Pie" (2000, Portsmouth, England)                                                            |                                                                                 | 2:48    |  |
| 16. | "Things Have Changed" (2000, Portsmouth, England)                                                    |                                                                                 | 5:52    |  |